# Festeggiamenti all'Università di Bologna nel 1888

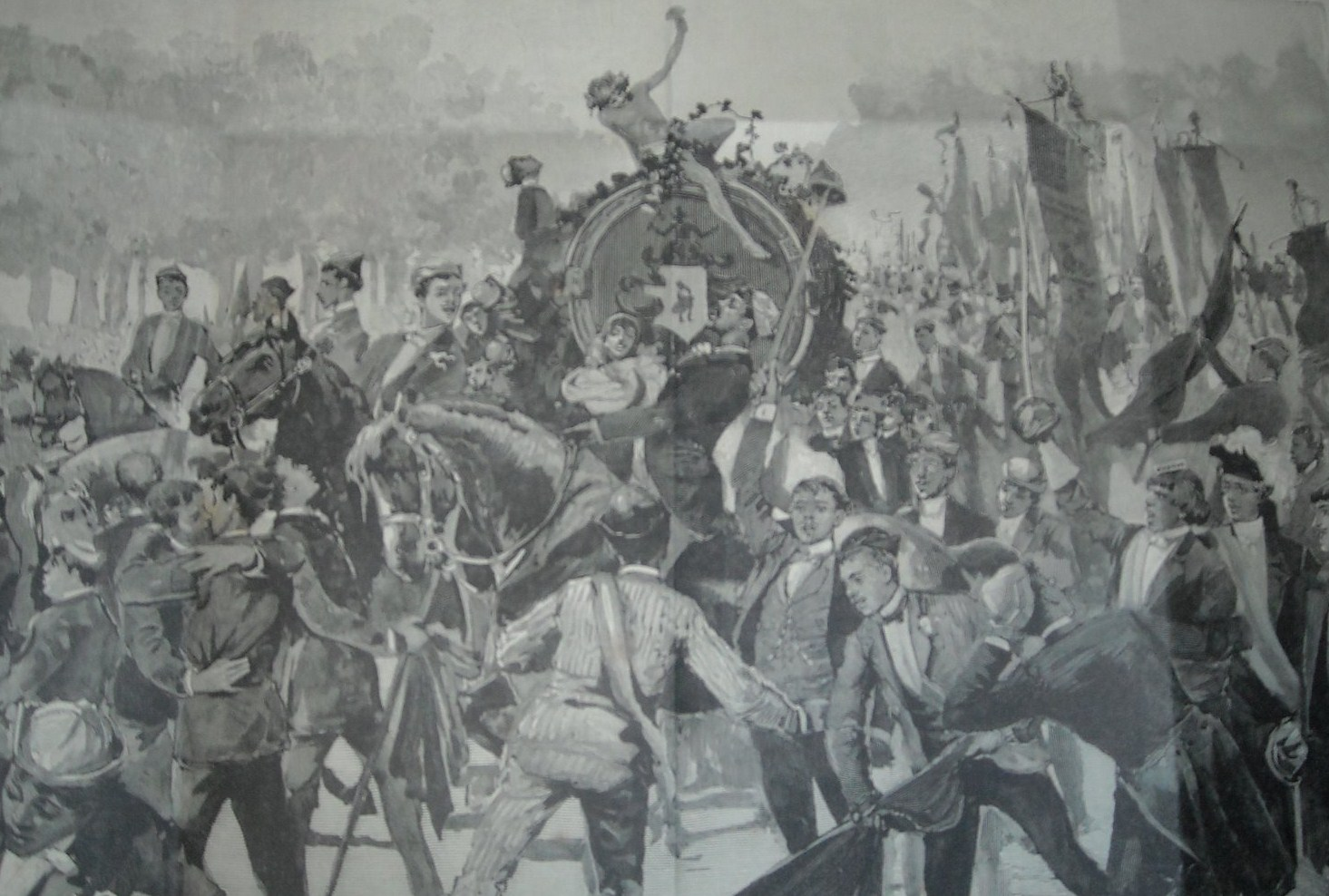
L'arrivo del biroccio inviato dagli studenti dell'Università di Torino ai colleghi di Bologna

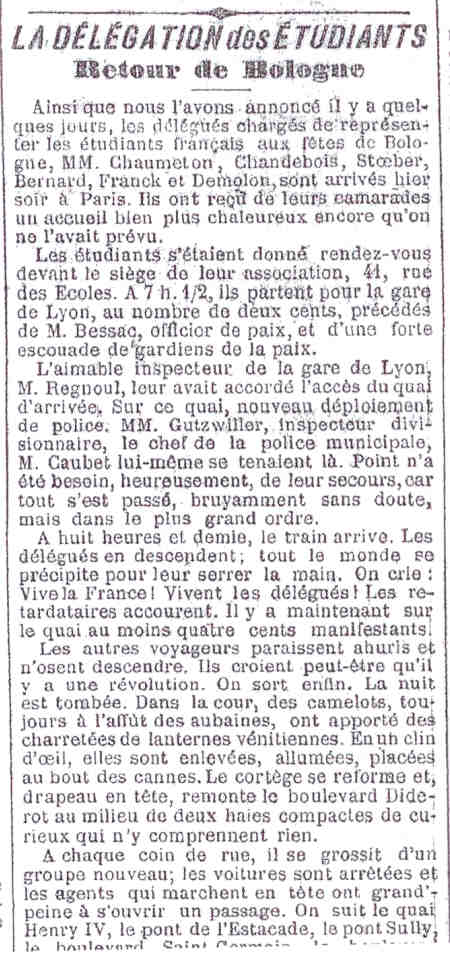
Eco dell'evento sulla stampa francese (Le Petit Journal), 27 giugno 1888.

I festeggiamenti all'Università di Bologna nel 1888 furono indetti e organizzati sotto l'egida di Giosuè Carducci, per celebrare la ricorrenza dell'ottavo centenario dalla fondazione dell'Università di Bologna (Litterarum Universitati Bononiensi saecularia octava), la più antica Università medievale europea. 
Il nome ufficiale della manifestazione fu Congresso Nazionale ed Internazionale degli Studenti Universitari.

## Evento
La riuscita dell'evento garantì un'importante risonanza internazionale tra le comunità di studenti e universitari, oltre che una copertura da parte della stampa: nella stampa francese, ad esempio, Le Figaro coprì l'evento con un suo inviato a Bologna. Dell'evento si occupò anche Le Petit Journal, soprattutto con riguardo alla festa organizzata a Parigi per accogliere il rientro della delegazione studentesca inviata a Bologna dall'università parigina.
In occasione dei festeggiamenti, Giosuè Carducci pronunciò un solenne discorso che sarà pubblicato solo 100 anni dopo, nel 1988.
In quell'occasione si riunirono a Bologna numerose personalità, che presero parte ai festeggiamenti. Tra queste, vi furono il re d'Italia Umberto I di Savoia, la regina Margherita, e il principe ereditario Vittorio Emanuele III. Presenziarono anche delegazioni di molti paesi del mondo. Tra le tante, la delegazione francese inviata dalla Association générale des étudiants de Paris e il Presidente della Repubblica francese Marie François Sadi Carnot.

## Iniziative

### Lauree onorifiche
Il 13 giugno 1888, proprio nell'ambito dei Saecularia octava, l'Università di Bologna conferì, per la prima volta, il riconoscimento di lauree honoris causa a 120 illustri studiosi che componevano le delegazioni giunte a Bologna dai principali atenei europei.
Tra essi vi sono tra i maggiori esponenti della cultura di fine Ottocento, come, ad esempio, William Gladstone, Robert Bunsen, Lord Kelvin William Thomson, Ernest Renan, Herbert Spencer, Rudolf von Jhering, Heinrich Hermann Fitting, Louis Pasteur e Robert Koch.

### Associazionismo studentesco
L'evento diede anche vita a nuove forme di associazionismo studentesco.
A Bologna, Carducci fondò la Goliardia, mentre la delegazione francese fondò la Faluche, che diffusero al loro rientro in patria.
Dai festeggiamenti prese avvio l'idea di fondare l'associazione studentesca Corda Fratres - Fédération internationale des étudiants, il cui formale atto di nascita sarebbe avvenuta dieci anni più tardi per iniziativa di Efisio Giglio-Tos: si trattò della prima organizzazione studentesca di livello mondiale, priva di connotazioni politiche o religiose.
Nel 1988, la commemorazione del centenario di quell'evento bolognese è stato all'origine della prima edizione del Congrès anniversaire de la Faluche, ripetutosi poi con periodicità annuale, con la partecipazione di delegazioni di fratellanze studentesche gemellate.